# Strahlungsdruck
Der Strahlungsdruck {\displaystyle p_{\mathrm {St} }} oder Lichtdruck ist der Druck, der durch absorbierte, emittierte oder reflektierte elektromagnetische Strahlung auf eine Fläche wirkt.
Bei Absorption und Emission ist der Strahlungsdruck gleich der Intensität {\displaystyle I} der Welle, auch Bestrahlungsstärke {\displaystyle E_{\mathrm {e} }} genannt, dividiert durch die Lichtgeschwindigkeit {\displaystyle c}:
{\displaystyle p_{\mathrm {St} }={\frac {I}{c}}={\frac {E_{\mathrm {e} }}{c}}}
mit den Einheiten
{\displaystyle \left[p_{\mathrm {St} }\right]={\frac {\mathrm {N} }{\mathrm {m} ^{2}}}={\frac {\mathrm {J} }{\mathrm {m} ^{3}}}=\mathrm {Pa} } (Pascal);
bei vollständiger Reflexion ist der Strahlungsdruck doppelt so groß wie bei vollständiger Absorption:
{\displaystyle p_{\mathrm {St} }=2\cdot {\frac {I}{c}}=2\cdot {\frac {E_{\mathrm {e} }}{c}}}
Bei Reflexion an einer Oberfläche mit Reflexionsgrad {\displaystyle \varrho } gilt für den Strahlungsdruck:
{\displaystyle p_{\mathrm {St} }={\frac {I}{c}}\cdot (1+\varrho )={\frac {E_{\mathrm {e} }}{c}}\cdot (1+\varrho )}
Die Bestrahlungsstärke der Sonne auf eine Fläche in der Erdumlaufbahn außerhalb der Erdatmosphäre, oder Solarkonstante beträgt {\displaystyle E_{\mathrm {e} }={\text{1,367 kW/m}}^{2}}. Beim Durchgang durch die Atmosphäre nimmt die direkte Strahlung ab und die diffuse Strahlung zu. An einem schönen, klaren Sommertag können Globalstrahlungswerte von {\displaystyle E_{\mathrm {G} }={\text{1 kW/m}}^{2}}  erreicht werden. Der resultierende Lichtdruck  bei perfekter Reflexion beträgt dann
{\displaystyle p_{\text{St}}=2\cdot {\frac {E_{\mathrm {G} }}{c}}={\frac {{\text{2 kW/m}}^{2}}{3\cdot 10^{8}{\text{ m/s}}}}={\text{6,6}}\cdot 10^{-6}{\text{ N/m}}^{2}}
Dies entspricht einer Kraft von {\displaystyle F=p_{\text{St}}\cdot A={\text{1,3}}\cdot 10^{-9}{\text{ N}}} auf eine Fläche von A = 2 cm² eines Lichtmühlenflügels.

## Geschichte und Nachweis
Dass Licht einen Druck ausübt, wurde von Johannes Kepler als Erklärung für stets von der Sonne weg gerichtete Kometenschweife postuliert. James Clerk Maxwell leitete 1873 aus den Maxwellschen Gleichungen im Rahmen der Elektrodynamik ab, dass elektromagnetische Wellen einen Druck auf Körper ausüben können.
Er zeigte bereits, dass der Strahlungsdruck senkrecht einfallender elektromagnetischer Wellen gleich der volumetrischen Energiedichte {\displaystyle w} der auftreffenden Wellen ist:
{\displaystyle p_{\mathrm {St} }=w}
1876 leitete Adolfo Bartoli die Existenz des Strahlungsdrucks aus thermodynamischen Überlegungen ab. Er argumentierte, dass durch Reflexion des Lichts bei einem bewegten Spiegel aufgrund des Doppler-Effektes Wärme von einem kalten auf den heißen Körper übertragen werden könne. Um diese Verletzung des zweiten Hauptsatzes der Thermodynamik zu vermeiden, ist es notwendig, dass das Licht einen Druck auf den Spiegel ausübt.
Der Strahlungsdruck wurde deshalb früher nach seinen Entdeckern auch Maxwell-bartolischer Druck genannt.
Die ersten experimentellen Bestätigungen kamen von Pjotr Nikolajewitsch Lebedew (1901)
und von Ernest Fox Nichols und Gordon Ferrie Hull (1903).
Hull arbeite im Druckbereich von 0,08 mbar bis 128 mbar. Lebedew experimentierte bei einem Fünfzehntel des Dampfdrucks von Quecksilber: 10−4 mbar. Er gibt jedoch eine Fehlergrenze von 20 % an. Offenbar arbeitete Lebedew noch im Bereich des merklichen Radiometereffekts, wo er auch noch nicht frei von Störungen durch adsorbierte Gase war. Dieser Radiometereffekt zwischen verschiedenen heißen Oberflächen entsteht im schwachen Vakuum durch die unterschiedliche Impulsübertragung der auf die Oberflächen auftreffenden Gasmoleküle. Der Effekt wurde 1825 von Fresnel entdeckt, der beobachtete, dass ein im Vakuum aufgehängter Körper bei Bestrahlung mit Licht zurückweicht. Dieser Effekt treibt die Lichtmühle an. Der Radiometereffekt ist druckabhängig.

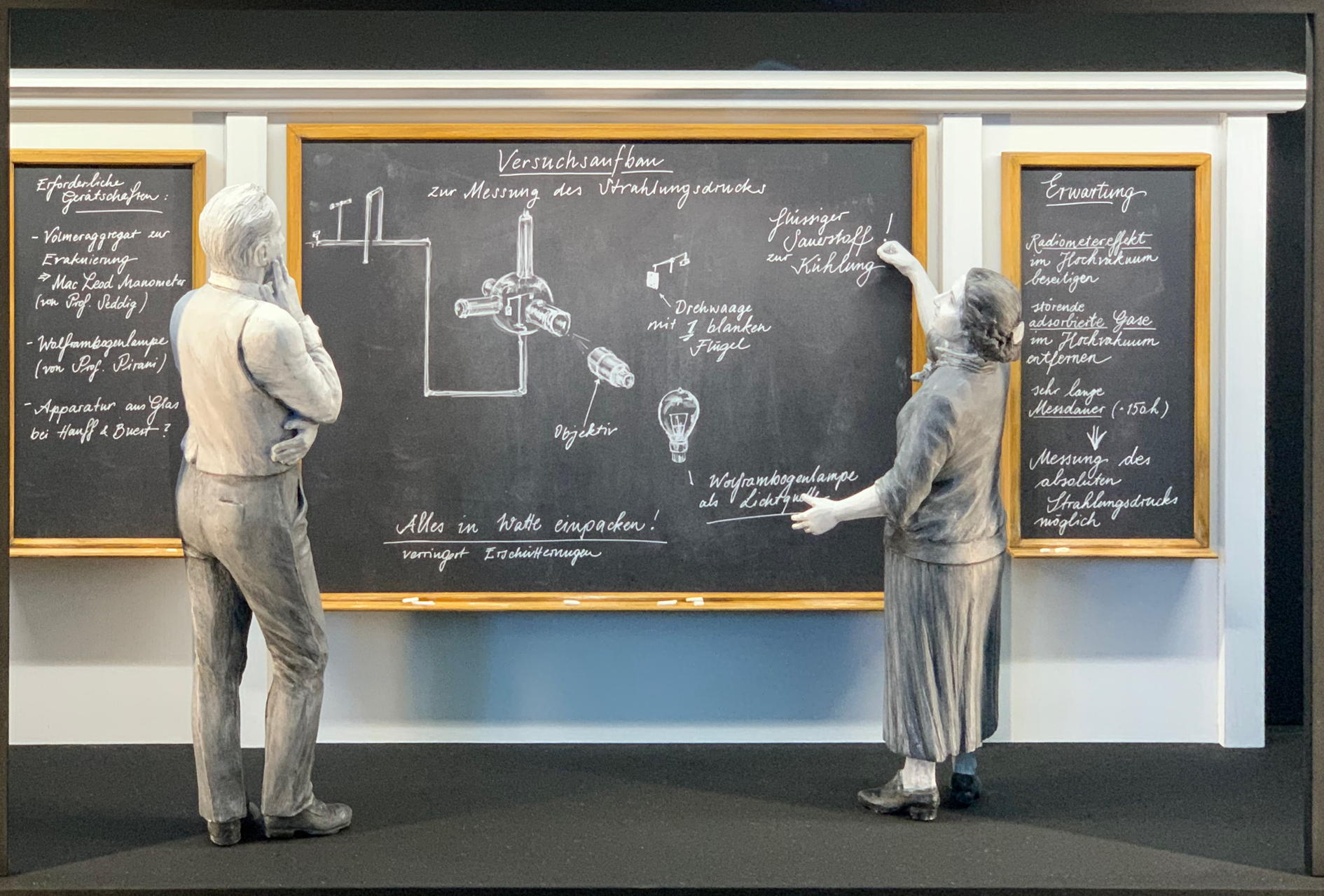
Szenorama zur quantitativen Präzessionsmessung des Strahlungsdrucks von A. Golsen und W. Gerlach – Ausstellung »Licht und Materie«, Modell (2024), Werkstätten des Deutschen Museums, 1. Juli 2024

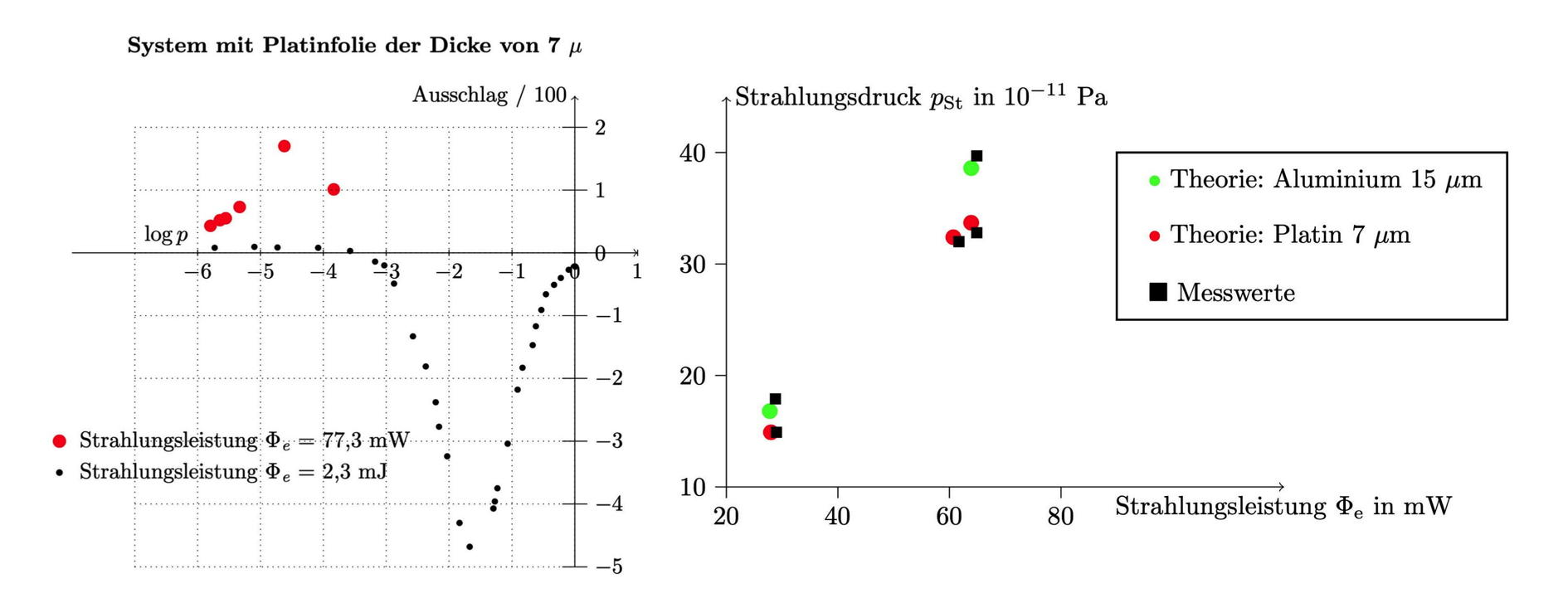
Genaue Messung des Strahlungsdrucks durch Alice Golsen und Walther Gerlach. Aluminium mit dem Reflexionsgrad zeigt einen höheren Strahlungsdruck als Platin mit

Alice Golsen und Walther Gerlach zeigten 1923, dass der Strahlungsdruck nur bei sehr niedrigem Druck von 10−6 mbar in der Glaszelle nachweisbar ist. Bei höherem Druck beobachteten sie stattdessen den Radiometereffekt. Damit führten Alice Golsen und Walther Gerlach die erste genaue Messung des Strahlungsdrucks durch, die eine vollständige Übereinstimmung des Strahlungsdrucks mit dem theoretischen Wert innerhalb einer Messgenauigkeit von 2 % zeigten.
Gerlach und Golsen fassten ihre Ergebnisse so zusammen.:
1. Im Vakuum von etwa 1,3·10−6 bis 1,3·10−7 mbar wurde eine konstante Amplitude [„Ruhe-Amplitude“] des Radiometers gefunden, die als rein auf den Strahlungsdruck zurückzuführen gedeutet wird.
2. Diese Amplitude ist proportional zur einfallenden Energie [Leistung] und unabhängig von der Wellenlänge der Strahlung.
3. Der aus der konstanten Amplitude berechnete Strahlungsdruck stimmt mit dem theoretischen Wert überein.

Der Physiker Arthur Ashkin bestrahlte 1972 kleine Plastikkügelchen mit Laserlicht und konnte unter dem Mikroskop eine Bewegungsänderung beobachten.

## Erklärung
Die elektromagnetische Strahlung kann sowohl als Strom von Photonen als auch als elektromagnetische Welle betrachtet werden. Aus beiden Modellen kann der Strahlungsdruck abgeleitet werden.

### Teilchenmodell

Impulsübertrag bei Reflexion des Photons

Ein Photon der Frequenz {\displaystyle \nu } transportiert die Energie
{\displaystyle E=h\cdot \nu }
und einen Impuls vom Betrag
{\displaystyle |{\vec {p}}|={\frac {E}{c}}={\frac {h\cdot \nu }{c}}}.
Hierbei ist {\displaystyle h} die Planck-Konstante.
Die Richtung des Impulses ist die Bewegungsrichtung des Photons. Der Gesamtimpuls bleibt bei Absorption, Emission und Reflexion erhalten, d. h. die interagierende Fläche erfährt eine Impulsänderung in der entsprechenden Richtung. Mehrere Photonen, d. h. ein Photonenstrom {\displaystyle {\frac {\mathrm {d} N}{\mathrm {d} t}}} mit der Teilchenzahl {\displaystyle N}, verursachen bei Absorption eine Impulsänderung pro Zeitspanne, also eine Kraft, von
{\displaystyle {\frac {\mathrm {d} \left|{\vec {p}}\right|}{\mathrm {d} t}}={\frac {h\cdot \nu }{c}}\cdot {\frac {\mathrm {d} N}{\mathrm {d} t}}}
Wirkt diese Kraft unter dem Einfallswinkel {\displaystyle \theta } zur Flächennormalen auf ein Flächenelement {\displaystyle \mathrm {d} A}, erzeugt sie den Druck {\displaystyle p_{\mathrm {St} }} von
{\displaystyle p_{\mathrm {St} }=\cos \theta \cdot {\frac {\mathrm {d} \left|{\vec {p}}\right|}{\mathrm {d} t\cdot \mathrm {d} A}}={\frac {h\cdot \nu \cdot \cos \theta }{c}}\cdot {\frac {\mathrm {d} N}{\mathrm {d} t\cdot \mathrm {d} A}}={\frac {1}{c}}\cdot {\frac {\mathrm {d} \Phi _{e}}{\mathrm {d} A}}={\frac {E_{e}}{c}}}
wobei {\displaystyle \Phi _{e}} der Strahlungsfluss ist. Ein reflektiertes Photon nimmt einen Impuls vom selben Betrag wieder mit, sodass sich im Fall der Reflexion der doppelte Impulsübertrag auf die interagierende Fläche und damit der doppelte Strahlungsdruck ergibt.
Innerhalb eines homogenen Volumens ergibt sich daher gemäß der Bose-Einstein-Statistik mit der Photonendichte n = N/V ein Strahlungsdruck wie beim idealen Gas
{\displaystyle p_{\mathrm {St} }={\frac {n\nu h}{3}}}
bzw. im thermodynamischen Gleichgewicht mit dem Frequenzspektrum der Schwarzkörperstrahlung
{\displaystyle p_{\mathrm {St} }={\frac {T^{4}a}{3}}}
- mit der volumenbezogenen Strahlungskonstante a = 4σ/c, wobei σ die Stefan-Boltzmann-Konstante ist,
- Temperatur T.

### Wellenmodell
Der Druck, den ein Strahlungsfeld im Vakuum auf eine Oberfläche ausübt, lässt sich durch den Maxwellschen Spannungstensor {\displaystyle (T_{ij})} ausdrücken. Bei einer absorbierenden Fläche mit Normalenvektor {\displaystyle {\vec {n}}} ist der Strahlungsdruck gegeben durch
{\displaystyle p_{\mathrm {St} }\,n_{j}=\sum _{i=1}^{3}T_{ij}n_{i}}
Die Komponenten des Maxwellschen Spannungstensors lassen sich dabei aus der elektrischen Feldstärke {\displaystyle {\vec {E}}} und der magnetischen Flussdichte {\displaystyle {\vec {B}}} berechnen:
{\displaystyle T_{ij}={\frac {1}{2}}\left(\varepsilon _{0}E^{2}+{\tfrac {1}{\mu _{0}}}B^{2}\right)\delta _{ij}-\varepsilon _{0}E_{i}E_{j}-{\tfrac {1}{\mu _{0}}}B_{i}B_{j}}
wobei {\displaystyle \delta _{ij}} das Kronecker-Delta, {\displaystyle \varepsilon _{0}} die Elektrische Feldkonstante und {\displaystyle \mu _{0}} die Magnetische Feldkonstante ist.
Eine ausführlichere Erklärung auf Basis der Maxwellschen Gleichungen findet sich z. B. in Jay Orear: Physik: Band 2.

## Anwendung

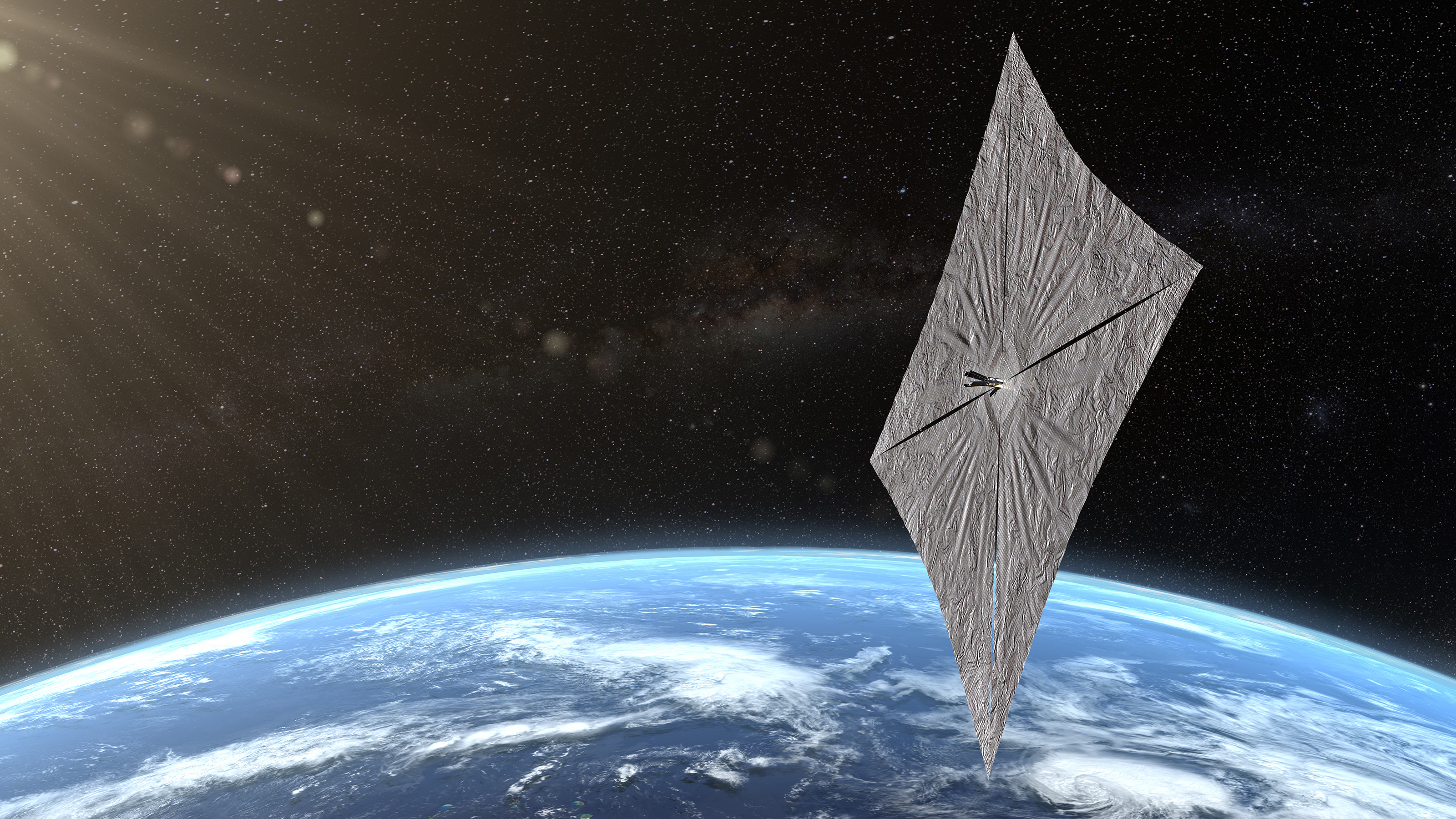
Sonnenstrahlung beschleunigt LightSail 2 (künstlerische Darstellung)

Die Solarkonstante beträgt ca. 1370 W/m². Daraus resultiert ein Solar-Strahlungsdruck (engl. solar radiation pressure, SRP) bei Absorption von ca. 4,6 μPa. Bei senkrechter Reflexion ist er doppelt so groß. Es gibt seit längerer Zeit Ideen, dies mit Sonnensegeln als Antrieb für interplanetare Raumflugkörper zu benutzen.
Realistischer ist die Erzeugung von Ionenstrahlen etwa für medizinische Anwendungen durch den Strahlungsdruck kurzer Laserpulse auf ultradünne Folien. Ab einer Strahlungsintensität von etwa 1022 W/cm² in zirkularer Polarisation überwiegt der Strahlungsdruck den von der Trägheitsfusion bekannten Rückstoßeffekt und erzeugt hochenergetische Ionen mit engerer Energie- und Winkelverteilung.
Die Funktion der Lichtmühlen beruht dagegen nicht auf dem Strahlungsdruck. Dies erkennt man an der Drehrichtung: die reflektierende Seite der Flügel ist einem höheren Strahlungsdruck ausgesetzt als die geschwärzte, dennoch dreht sich die Mühle genau andersherum.

## Astrophysik

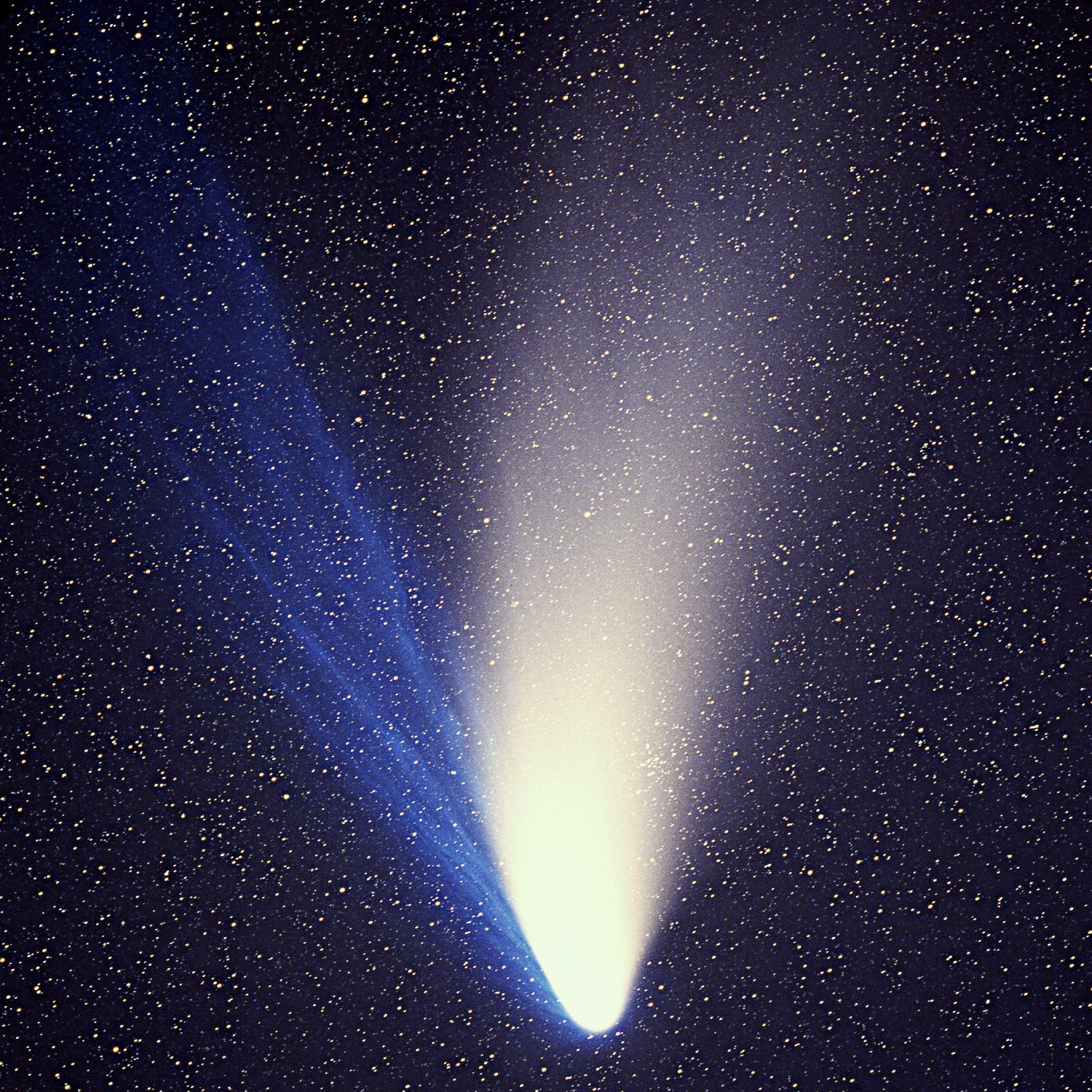
Einfluss des Strahlungsdrucks und Sonnenwindes auf den Kometen Hale-Bopp

In der Astrophysik spielt der Strahlungsdruck eine bedeutende Rolle bei der Erklärung der Dynamik von Sternen und interstellaren Wolken. So erkannte Arthur Stanley Eddington bereits im Jahr 1920, dass es der Strahlungsdruck im Inneren von Sternen ist, der der Gravitation entgegenwirkt und verhindert, dass ein Stern kollabiert. Er führte in diesem Kontext die nach ihm benannte Eddington-Grenze ein.
Der Schweif von Kometen wird zu einem wesentlichen Teil durch den Strahlungsdruck hervorgerufen, der Bestandteile der Koma „wegweht“. So zeigt dieser immer von der Sonne weg, egal in welche Richtung der Komet fliegt.